# Rashee Rice
Rashee Rice (geboren am 22. April 2000 in Philadelphia, Pennsylvania) ist ein US-amerikanischer American-Football-Spieler auf der Position des Wide Receivers in der National Football League (NFL). Er spielte College Football für die Southern Methodist University. Im NFL Draft 2023 wurde Rice in der zweiten Runde von den Kansas City Chiefs ausgewählt, mit denen er in seinem ersten Jahr in der NFL den Super Bowl LVIII gewann.

## Highschool und College
Rice besuchte die Richland High School in North Richland Hills, Texas. Ab 2019 ging Rice auf die Southern Methodist University (SMU), um College Football für die SMU Mustangs zu spielen. Als Freshman war er in zwei von zehn Spielen Starter und fing 25 Pässe für 403 Yards und einen Touchdown. In seinem zweiten College-Jahr stand Rice in sieben von zehn Spielen von Beginn an auf dem Feld. Mit 48 gefangenen Pässen für 683 Yards und fünf Touchdowns führte er sein Team an. Ab 2021 war Rice Stammspieler. Er verzeichnete 64 Catches für 670 Yards und neun Touchdowns. In seiner vierten und letzten Saison für SMU 2022 war Rice mit 112,9 Yards Raumgewinn im Passspiel pro Partie der erfolgreichste Wide Receiver der NCAA Division I Football Bowl Subdivision (FBS). Er fing 96 Pässe für 1355 Yards und zehn Touchdowns und stellte damit einen neuen Rekord bei den Mustangs für die meisten Receiving-Yards in einer Saison auf. Rice wurde in das All-Star-Team der American Athletic Conference (AAC) gewählt.

## NFL
Rice wurde im NFL Draft 2023 in der zweiten Runde an 55. Stelle von den Kansas City Chiefs ausgewählt. Bei seinem NFL-Debüt am ersten Spieltag fing er gegen die Detroit Lions drei Pässe für 29 Yards und einen Touchdown. In einer Wide-Receiver-Gruppe ohne klare Nummer eins war Rice bereits nach sechs Spielen mit 245 Yards bei 21 gefangenen Pässen und drei Touchdowns der erfolgreichste Wide Receiver der Chiefs. Zum Ende der Regular Season führte er die Wide Receiver der Chiefs mit 79 gefangenen Pässen für 938 Yards und sieben Touchdowns in allen Statistiken deutlich an. In den Play-offs spielte er vor allem beim Sieg über die Miami Dolphins in der ersten Runde mit 8 Catches für 130 Yards und einen Touchdown eine größere Rolle. Rice zog mit den Chiefs in den Super Bowl LVIII ein, in dem sie die San Francisco 49ers mit 25:22 nach Overtime besiegten. Dabei konnte er sechs Pässe für 39 Yards fangen und absolvierte zwei Läufe für fünf Yards.
Nach einem in Woche 4 gegen die Los Angeles Chargers erlittenen Außenbandriss im Knie war die Saison 2024 für Rice frühzeitig beendet. Rice hatte bis zu diesem Zeitpunkt bereits 24 Passfänge für 288 Yards und zwei Touchdowns vorzuweisen.

## NFL-Statistiken
| 2023                               | KC    | 16 | 8  | 79  | 938  | 11,9 | 67 | 7 | 2 | 1 |
| 2024                               | KC    | 4  | 4  | 24  | 288  | 12,0 | 44 | 2 | 0 | 0 |
| Total                              | Total | 20 | 12 | 103 | 1226 | 11,9 | 67 | 9 | 2 | 1 |
| Quelle: pro-football-reference.com |       |    |    |     |      |      |    |   |   |   |

## Konflikte mit dem Gesetz
Laut einem Polizeibericht wurde Rice vorgeworfen, am 30. März 2024 auf dem North Central Expressway im Norden von Dallas, mit überhöhter Geschwindigkeit an einem iIllegalen Kraftfahrzeugrennen mit anschließender Fahrerflucht beteiligt gewesen zu sein und dabei einen Verkehrsunfall mit mehreren Verletzten verursacht zu haben. Rice stellte sich hinterher selber den Behörden, um mit ihnen zu kooperieren.